# Lauren Groves
Lauren Groves (Vancouver, 2 de septiembre de 1981) es una deportista canadiense que compitió en triatlón.
Ganó una medalla de bronce en el Campeonato Mundial de Triatlón por Relevos Mixtos de 2009 y una medalla de plata en el Campeonato Panamericano de Triatlón de 2008. En los Juegos Panamericanos de 2007 consiguió una medalla de bronce.

## Palmarés internacional
| Campeonato Mundial por Relevos Mixtos | Campeonato Mundial por Relevos Mixtos | Campeonato Mundial por Relevos Mixtos | Campeonato Mundial por Relevos Mixtos |
| Año                                   | Lugar                                 | Medalla                               | Prueba                                |
| ------------------------------------- | ------------------------------------- | ------------------------------------- | ------------------------------------- |
| 2009                                  | West Des Moines (Estados Unidos)      | Medalla de bronce                     | Relevo mixto                          |
| Juegos Panamericanos                  |                                       |                                       |                                       |
| Año                                   | Lugar                                 | Medalla                               | Prueba                                |
| 2007                                  | Río de Janeiro (Brasil)               | Medalla de bronce                     | Individual                            |
| Campeonato Panamericano               |                                       |                                       |                                       |
| Año                                   | Lugar                                 | Medalla                               | Prueba                                |
| 2008                                  | Mazatlán (México)                     | Medalla de plata                      | Individual                            |